# Boris Christoff
 Boris Christoff  (Bulgaars: Борис Христов) (Plovdiv, 18 mei 1914 – Rome, 28 juni 1993) was een Italiaans operazanger (bas) van Bulgaarse afkomst.

## Biografie
Als jongeling zong hij in het koor van de Alexander Nevski-kathedraal in Sofia (Bulgarije).
Hoewel hij eind jaren 30 afgestudeerd was in rechten en aan een juridische carrière was begonnen, bleef hij daarnaast zingen als solist in bovengenoemd koor en hij was daarin zo succesvol dat hem in 1942 een beurs werd aangeboden om verder zang te studeren in Italië. Hij vertrok nog datzelfde jaar naar Italië. Zijn officiële debuut beleefde hij in 1946 in Reggio Calabria als Colline in La bohème van Puccini.
Hij was befaamd om zijn vertolking van koning Philips II in Verdi's opera Don Carlos en in de titelrol van Moessorgsky's opera Boris Godoenov over het leven van de gelijknamige tsaar.